# Санний спорт на зимових Олімпійських іграх 1980
Змагання з санного спорту на зимових Олімпійських іграх 1980 тривали з 13 до 16 лютого на Олімпійській санно-бобслейній трасі біля гори Ван Гувенберг у Лейк-Плесіді (США). Розіграно три комплекти нагород.

## Чемпіони та призери

### Таблиця медалей
| Місце               | Країна              | Золото | Срібло | Бронза | Загалом |
| ------------------- | ------------------- | ------ | ------ | ------ | ------- |
| 1                   | НДР                 | 2      | 1      | 0      | 3       |
| 2                   | СРСР                | 1      | 0      | 1      | 2       |
| 3                   | Італія              | 0      | 2      | 0      | 2       |
| 4                   | Австрія             | 0      | 0      | 1      | 1       |
| 4                   | Західна Німеччина   | 0      | 0      | 1      | 1       |
| Загалом (5 збірних) | Загалом (5 збірних) | 3      | 3      | 3      | 9       |

### Дисципліни
| Дисципліна                | Золото                          | Золото   | Срібло                                   | Срібло   | Бронза                                   | Бронза   |
| ------------------------- | ------------------------------- | -------- | ---------------------------------------- | -------- | ---------------------------------------- | -------- |
| Одномісні сани (чоловіки) | Бернгард Ґласс · НДР            | 2:54.796 | Пауль Гільдґартнер · Італія              | 2:55.372 | Антон Вінклер · Західна Німеччина        | 2:56.545 |
| Одномісні сани (жінки)    | Віра Зозуля · СРСР              | 2:36.537 | Мелітта Зольман · НДР                    | 2:37.657 | Інгріда Амантова · СРСР                  | 2:37.817 |
| Двомісні сани             | НДР (GDR) Ганс Рінн Норберт Ган | 1:19.331 | Італія (ITA) Петер Ґшнітцер Карл Бруннер | 1:19.606 | Австрія (AUT) Георг Флукінгер Карл Шротт | 1:19.795 |

## Країни-учасниці
У змаганнях з санного спорту на Олімпійських іграх у Лейк-Плесіді взяли участь спортсмени 14-ти країн. Румунія дебютувала в цьому виді програми.
- Австрія (10)
- Канада (4)
- Західна Німеччина (7)
- Велика Британія (7)
- НДР (9)
- Італія (9)
- Японія (2)
- Ліхтенштейн (2)
- Румунія (4)
- Швейцарія (2)
- Швеція (4)
- Чехословаччина (3)
- СРСР (7)
- США (10)